# Acanthocercus annectens
Espèce
Synonymes
- Agama annectens Blanford, 1870

Statut de conservation UICN

 LC  : Préoccupation mineure
Acanthocercus annectens est une espèce de sauriens de la famille des Agamidae.

## Répartition
Cette espèce se rencontre au Kenya, en Éthiopie, en Érythrée, à Djibouti et en Somalie.

## Description
C'est un agame terrestre, vivant dans des zones plutôt arides et pierreuses. Sa coloration comprend diverses teintes de marron.

## Publication originale
- Blanford, 1870 : Observations of the geology and zoology of Abyssinia, made 1867-68. McMillan (London), p. 1-487 (texte intégral).